# Баффі Саммерс
Баффі Енн Са́ммерс (англ. Buffy Anne Summers, нар. 19 січня 1981, Лос-Анджелес), відома як Баффі (англ. Buffy) — протагоністка фільму та серіалу «Баффі — переможниця вампірів», феміністська ікона у екранній фантастиці та рольова модель для дівчат-підліток. Її роль виконували Крісті Свенсон (фільм) та Сара Мішель Геллар (телесеріал).

## Значення імені
У серії «Щось синє» (англ. Something Blue) героїня говорить Спайку, що Баффі її назвала матір. А в першій частині серії «Оборудка» (англ. Bargaining) видно надгробок із написом «Баффі Енн Саммерс». У фанфікшені зустрічається версія, що Баффі змінила ім'я Бетті на зручніше для себе.
Підбираючи ім'я для героїні, режисер та сценарист серіалу Джосс Відон свідомо підшукав те, що викликає дисонанс із образом серйозної людини. Мовляв, це — як і вигляд героїні, рожевощокої тендітної білявки — слугує для розриву кліше.
Деякі фанати мають власні, часом романтичні версії походження імені. Одні з них пов'язують його із фразою в англійській «buffy coat», що можна перекласти як «світлий край кров'яного згустку». Серед іншого зустрічаються інтерпретації «Бог — моя присяга» та «мешканка рівнини». Також «Баффі» — поширена кличка для собаки, що вписується у концепцію імені, створену сценаристом.

## Характеристика персонажки
Сайт «Баффі — винищувачка вампірів» говорить, що популярність цієї героїні у її близькості пересічній молодій людині. Адже вона типова симпатична школярка, яка має проблеми із дисципліною та успішністю. Її друзі — типові аутсайдери в тіні більш успішних підлітків. Відтак, «це фільм про дівчину, її дорослішання, про те, як перед молодою людиною відкриваються терени світу з усіма його складнощами, суперечностями і з усією його жорстокістю».
Образ героїні, спочатку пародійний, комічний, утрований, з розвитком історії стає складнішим і драматичнішим. З часом Баффі усвідомлює, що її покликання як Переможниці — «смерть». Себто її життя належить не їй, а обов'язку, вищій меті: захисті сторонніх людей від нечистої сили. Тому вона приносить його в жертву в фінальній серії 5 сезону. Оскільки героїня дорослішає, увагу «шкільної» аудиторії доводиться утримувати її молодшій сестрі.

## Біографія
Народилась 19 січня 1981 року в Лос-Анджелесі, штат Каліфорнія. Навчання Баффі почала у школі Гемері, в Лос-Анджелесі, де швидко завоювала популярність. У 1996, у 15 років, зустрілася з чоловіком на ім'я Меррік, який розповів їй, що вона — переможниця вампірів. Незважаючи на увесь скепсис дівчини, це виявилось правдою, а Меррік став її першим Спостерігачем, тренував і навчав переможницю. Проте вампіри вбили Мерріка, і Баффі, залишившись без підтримки, вирішила самостійно вчитись їх винищувати. Це скінчилося тим, що під час битви з вампіром Лотусом і його прибічниками вона спалила спортивний зал своєї школи, за що була звідти виключена. Тоді ж батько пішов з родини, і вона з матір'ю переїхала до Саннідейлу. Там Баффі вступила до школи, де познайомилась з Віллоу Розенберг та Зендером Гаррісом, які стали її найкращими друзями, а також з Корделією Чейз та Деніелом Озборном, який, як з'ясувалося пізніше, був перевертнем.
У школі Баффі зустрілася зі своїм новим Спостерігачем: Руперт Джайлз, шкільний бібліотекар, пояснив їй, що Саннідейл — це містичне місце, осереддя зла, так звана Пекельна Брама. Поступово життя Баффі у Саннідейлі почало ускладнюватися, оскільки їй доводилось приховувати матері свої нові здібності, вирішувати шкільні проблеми, займатися своїми «безпосередніми обов'язками» з винищення нечисті і вдосконалювати свою бойову майстерність під наглядом Джайлза.

## Альтернативна біографія
За межами серіалу існує цілий масив творів, що розглядають невідомі пригоди Баффі під час подій шести сезонів, після них, а також альтернативні версії її біографії. Серед таких творів: комікси, новели, фанфіки. В коміксах, що офіційно виступили графічною версією восьмого сезону, розігрується лесбійський сюжет між Баффі і її бойовою подругою Сатсу.

## Відомі вислови
Діалоги серіалу вирізнялися гумором, який фанати називають «зухвалими словосполученнями і підколами на всі випадки життя». Вислови Баффі у фан-середовищі отримали назву «баффізми». Ось кілька з них:

## Культурний вплив
Свого часу в США був опублікований рейтинг вигаданих персонажів, які впливають на життя людства, а іноді навіть можуть змінити хід історії. Баффі потрапила до списку разом з королем Артуром, Санта Клаусом, Ромео та Джульєттою, Попелюшкою, Фаустом та іншими.
Блогерка Анастасія Чистякова, відома під псевдонімом «Corpuscula», говорить по еволюцію кіно героїнь, що почалася завдяки двом серіалам: «Баффі — винищувачка вампірів» та «Еллі МакБіл». Авторка зазначає: «„Баффі“ породила цілу серію історій про дорослішання дівчаток-підлітків — насамперед, „Вероніка Марс“ і „Мертві, як я“, героїні яких теж несли свою нелегку місію». Крім того, саме «Баффі» дала художній імпульс для виникнення таких проєктів, як «Щоденники вампіра», «Кровні узи», «Загублена дівчина». Відсидки до серії можна почути в серіалах «Теорія великого вибуху» та «Місячне сяйво».
За словами акторки Елайзи Душку, «Баффі» є ім'ям називним.